# Штрела (Баутцен)

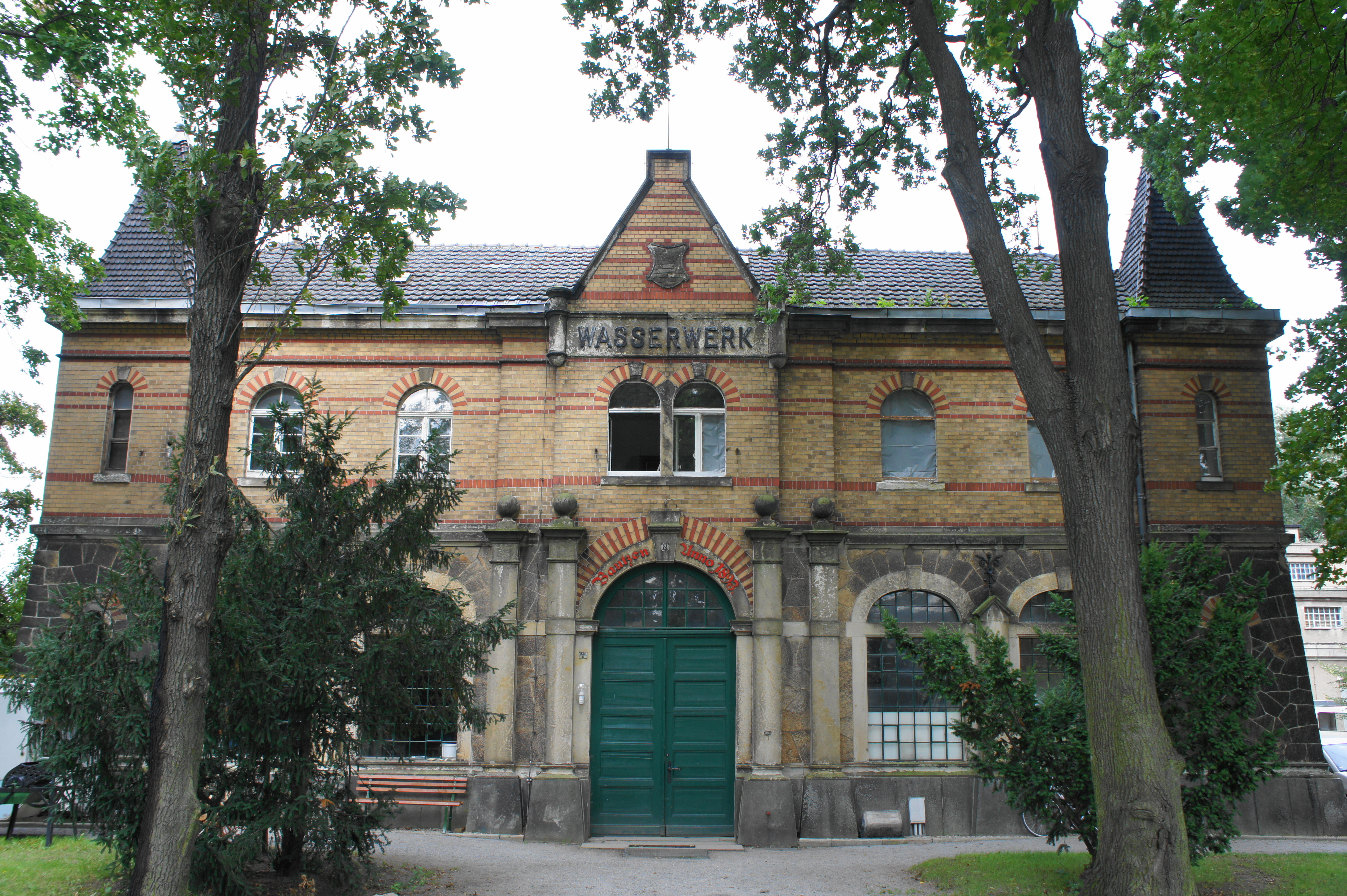
Бывший гидроузел. Памятник культуры и истории федеральной земли Саксония

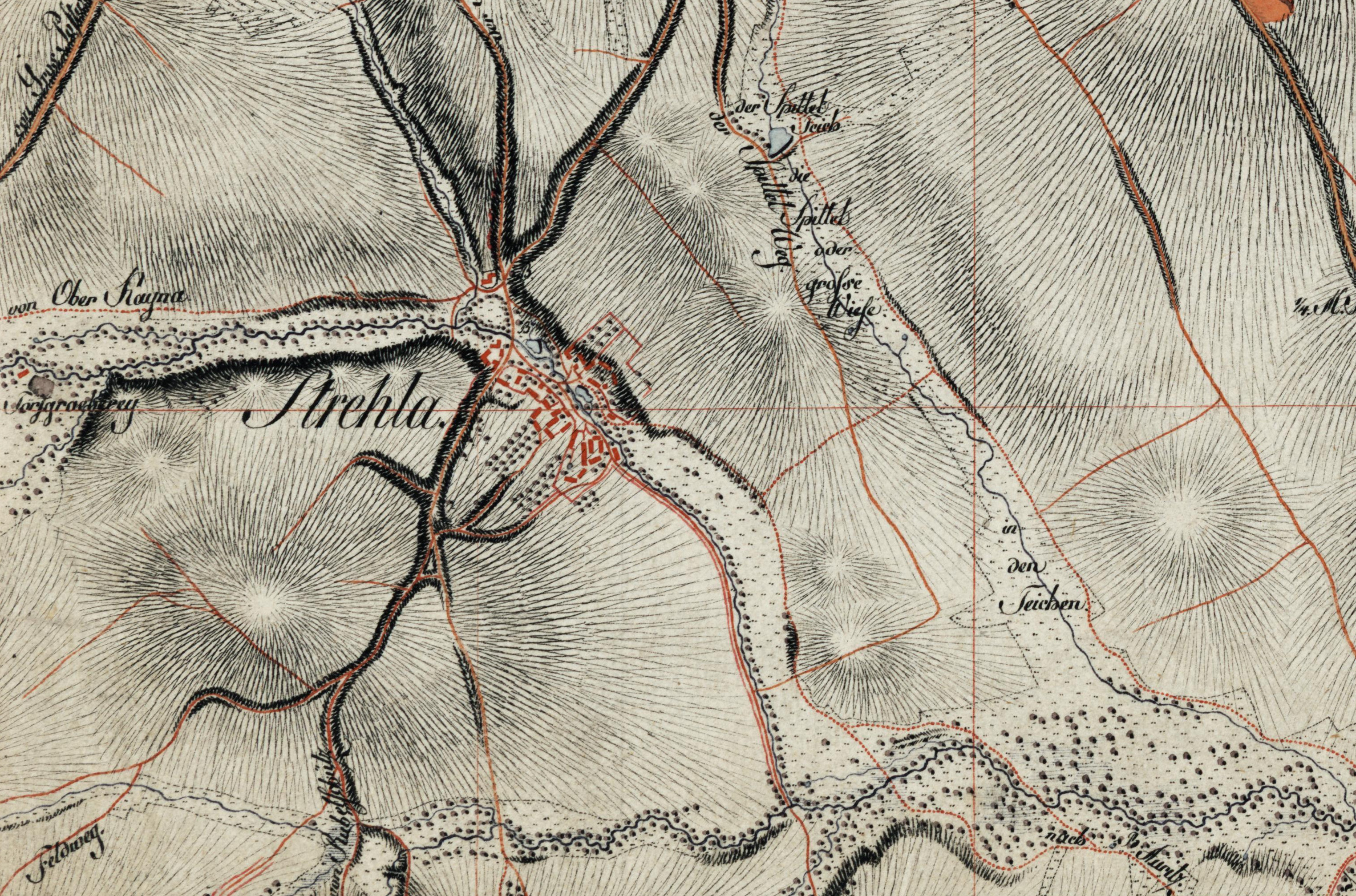
Штрела на карте 1804 года

Штре́ла или Тше́ляны (нем. Strehla; в.-луж. Třělany) — сельский населённый пункт в границах района Остфорштадт (Вуходне-Пшедместо), Баутцен, Германия.

## География
Находится в южной части района Вуходне-Пшедместо на берегу Боблицер-Вассер (нем. Boblitzer Wasser, иное наименование — Альбрехтсбах (нем. Albrechtsbach, славянское наименование — Альбрехтовка (в.-луж. Albrechtowka). Юго-западная часть деревни ограничена железнодорожной линией Баутцен — Гёрлиц. Через деревню с юго-востока на северо-запад по улице Thrombergstraße (Lubinska dróha) проходит автомобильная дорога К7239, которая заканчивается на автомобильной дороге B156. Далее начинается улица Peter-Jordan-Straße (Pĕtra Jordanowa dróha) по направлению к Баутценскому железнодорожному вокзалу.

## История
Наименование происходит от древнелужицкого слова «strěla» → «třělić» (стрела → выстрелить), которое в данном случае относилось к некоему роднику, источнику воды («струя воды, поток воды»).
Деревня впервые упоминается в 1241 году в исторической хронике Верхней Лужицы, в которой описывается резиденция Суйкера из Трелена («Suikerus de Trelen, de Ztraele»). До 1913 года населённый пункт имел статус самостоятельного сельского поселения. В 1913 году деревня вошла в состав Баутцена. 1 августа 2008 после административно-территориальной реформы вошла в состав района Остфорштадт.
В настоящее время деревня входит в состав культурно-территориальной автономии «Лужицкая поселенческая область», на территории которой действуют законодательные акты земель Саксонии и Бранденбурга, содействующие сохранению лужицких языков и культуры лужичан.
Исторические немецкие наименования:
- Suikerus de Trelen, de Ztraele, 1241
- Strel, 1242
- Strelen, 1360
- Strelan, 1396
- Strelenn, 1571
- Strehla, 1791

## Население
Официальным языком в населённом пункте, помимо немецкого, является также верхнелужицкий язык.
Согласно статистическому сочинению «Dodawki k statisticy a etnografiji łužickich Serbow» Арношта Муки в 1884 году в деревне проживало 93 человека (из них — 78 лужичан (84 %)).
| 1834 | 1871 | 1890 | 1910 |
| ---- | ---- | ---- | ---- |
| 74   | 90   | 85   | 221  |